# Gran Premio 25 de Mayo
El Gran Premio 25 de Mayo, Grupo 1, es una carrera de caballos pura sangre, actualmente llevada a cabo en Hipódromo de San Isidro, Argentina en el fin de semana del feriado del 25 de mayo. La superficie de la competencia es el césped y su distancia, 2400 metros, en galope plano. La carrera está programada para todo caballo de 3 años y más edad.
Es una prueba creada en el año de 1940 y uno de los grandes premios de mayor envergadura del calendario hípico argentino. En la actualidad, y desde el año de 2012, su ganador queda automáticamente habilitado a participar de la Breeders' Cup Turf (G1-2400m) en la serie máxima llevada a cabo en Estados Unidos.
La reunión es complementada por el Gran Premio Gran Criterium (para potrillos de 2 años) y el Gran Premio de Potrancas (para potrancas de 2 años).

## Últimos ganadores del 25 de Mayo
| Año  | Ganador         | País | Jockey               | País | Padre              | País | Madre            | País | Criador                        | Caballeriza               | Colores            |
| ---- | --------------- | ---- | -------------------- | ---- | ------------------ | ---- | ---------------- | ---- | ------------------------------ | ------------------------- | ------------------ |
| 2025 | Honest Boy      |      | Eduardo Ortega Pavón |      | Heliostatic        |      | Honey Happy      |      | Haras Santa María de Araras    | Haras El Ángel de Venecia |                    |
| 2024 | Full Keid       |      | Brian Enrique        |      | Full Mast          |      | Keila            |      | Stud Haras Gran Muñeca         | Gran Muñeca               |                    |
| 2023 | Menino do Rio   |      | Juan Carlos Noriega  |      | Fortify            |      | Desert Dream     |      | Haras Rio Dois Irmaos          | Stud RDI                  |                    |
| 2019 | Glorious Moment |      | Jorge Ricardo        |      | Treasure Beach     |      | Ballado´s Cat    |      | Haras el Gusy                  | Las Monjitas              | Horse racing silks |
| 2018 | La Extraña Dama |      | Eduardo Ortega Pavón |      | Catcher In The Rye |      | Toda una Dama    |      | Haras de La Pomme              | La Pomme                  | Horse racing silks |
| 2017 | Ordak Dan       |      | Eduardo Ortega Pavón |      | Hidden Truth       |      | Duna Ter         |      | Haras Caryjuan                 | Misterio                  | Horse racing silks |
| 2016 | Don Inc         |      | Jorge Ricardo        |      | Include            |      | Stormy Dove      |      | Haras La Biznaga               | Las Monjitas              | Horse racing silks |
| 2015 | Ordak Dan       |      | Jorge Ricardo        |      | Hidden Truth       |      | Duna Ter         |      | Haras Caryjuan                 | Misterio                  | Horse racing silks |
| 2014 | Sir Winsalot    |      | Altair Domingos      |      | Lasting Approval   |      | Condicionada     |      | Sucesión de César Pasarotti    | Mirko                     | Horse racing silks |
| 2013 | Ordak Dan       |      | Pablo Carrizo        |      | Hidden Truth       |      | Duna Ter         |      | Haras Caryjuan                 | Misterio                  | Horse racing silks |
| 2012 | Al Qasr         |      | Carlos Trujillo      |      | Aptitude           |      | Majestic Dy      |      | Kathryn S. West                | Soribel                   | Horse racing silks |
| 2011 | Vitaminado      |      | Juan Carlos Noriega  |      | Not For Sale       |      | Visa Bay         |      | Haras Santa María de Araras    | Santa María de Araras     | Horse racing silks |
| 2010 | Fuego y hierro  |      | Edwin Talaverano     |      | Pure Prize         |      | Fusillette       |      | Haras Santa María de Araras    | Alfa                      | Horse racing silks |
| 2009 | Escamonda       |      | Edwin Talaverano     |      | Alpha Plus         |      | Wise Girl        |      | Haras Viejo Tombo              | Rogo                      | Horse racing silks |
| 2008 | Body Soguero    |      | Juan Carlos Noriega  |      | Body Glove         |      | Visee de Femme   |      | Interstal S.A. y Arturo Moscón | Fejiparema                | Horse racing silks |
| 2007 | Coquelize       |      | Mario Leyes          |      | Equalize           |      | Coqueterie       |      | Haras Abolengo                 | Los Luises                | Horse racing silks |
| 2006 | Flag's Boy      |      | Mario Leyes          |      | Flag Down          |      | Faraluna         |      | Juan Carlos Bonelli            | La Reina Mora             | Horse racing silks |
| 2005 | El Lunicornio   |      | Jacinto Herrera      |      | Algenib            |      | Luna de Agua     |      | Haras El Galo                  | Santa Paula               | Horse racing silks |
| 2004 | Jungle Fitz     |      | Juan Carlos Noriega  |      | Fitzcarraldo       |      | Jungle Bunny     |      | Haras Firmamento               | Cris-Fer                  | Horse racing silks |
| 2003 | Genereux        |      | Julio César Méndez   |      | French Deputy      |      | Griffe de Paris  |      | Jose Laudo de Camargo          | La Providencia            | Horse racing silks |
| 2002 | Miss Carry      |      | Edgardo Gramática    |      | Numerous           |      | Carrara          |      | Haras Firmamento               | Firmamento                | Horse racing silks |
| 2001 | Campesino       |      | Pablo Falero         |      | Careafolie         |      | Ting a Tong      |      | Haras La Colina                | Starlight                 | Horse racing silks |
| 2000 | Potriwish       |      | Horacio Karamanos    |      | Potrillazo         |      | Auburn Wish      |      | Haras La Madrugada             | Nuevo Milenio             | Horse racing silks |
| 1999 | Ixal            |      | Jorge Ojeda          |      | Intérprete         |      | Excel Bali       |      | Haras El Paraíso               | Chichín                   | Horse racing silks |
| 1998 | Sea Girl        |      | Rubén Laitán         |      | Royal Roberto      |      | Dancers Paradise |      | Hill 'N' Dale Farm             | Río Claro                 | Horse racing silks |
| 1997 | Sea Girl        |      | Rubén Laitán         |      | Royal Roberto      |      | Dancers Paradise |      | Hill 'N' Dale Farm             | Río Claro                 | Horse racing silks |
| 1996 | Seaborg         |      | Juan José Paulé      |      | Candy Stripes      |      | Bustira          |      | Lineo de Paula Machado         | Río Claro                 | Horse racing silks |
| 1995 | El Florista     |      | Juan José Paulé      |      | El Basco           |      | La Violetera     |      | Haras de la Pomme              | J.S.A.                    | Horse racing silks |
| 1994 | Double Paid     |      | Juan Maciel          |      | Pepenador          |      | Double Account   |      | Haras Vacación                 | Vacación                  | Horse racing silks |
| 1993 | Prince Boy      |      | Pablo Falero         |      | Red Wing Prince    |      | Indian Lady      |      | Jorge Eugenio Tavares          | San José del Socorro      | Horse racing silks |
| 1992 | Potrillón       |      | Pablo Falero         |      | Ahmad              |      | Azalita          |      | Haras La Madrugada             | Tori                      | Horse racing silks |
| 1991 | Ski Champ       |      | Juan José Paulé      |      | Icecapade          |      | Ski Goggle       |      | Fontainebleau Farm             | Efe-Ge                    | Horse racing silks |
| 1990 | Romance Moro    |      | Jorge Valdivieso     |      | Zeus               |      | La Cineasta      |      | Haras Los Moros                | Los Moros                 | Horse racing silks |